# Mounir Fatmi
Mounir Fatmi (Tànger, 1970) és un artista marroquí que viu i treballa a París. La seva pràctica multimèdia inclou videoart, instal·lació, dibuix, pintura i escultura. Va estudiar a la Rijksakademie van beeldende kunsten d'Amsterdam. Treballa amb materials obsolets i els seus futurs incerts, critica els mecanismes il·lusoris que ens uneixen amb la tecnologia, les ideologies i les seves influències en una societat en crisi. El 2006 va guanyar el Premi Uriöt, el Gran premi de la Biennal de Dakar i el Premi Biennal del Caire el 2010.

## Obra
L'obra artística de Mounir Fatmi tracta esdeveniments històrics i contemporanis, la profanació de símbols religiosos, el desmantellament de dogmes i ideologies i la relació entre consumisme i mort. Les seves instal·lacions i pel·lícules sovint són produïdes amb material obsolet com cintes VHS.
L'obra de Fatmi està en gran part influïda pels atemptats de l'11 de setembre de 2001. Llavors va crear una sèrie d'instal·lacions que va titular Salvar Manhattan. Aquestes obres d'art mostren la silueta urbana de Manhattan incloses les torres del World Trade Center destruïdes: «Save Manhattan 1» està feta amb llibres, «Save Manhattan 2» amb cintes de vídeo i «Save Manhattan 3» és una instal·lació de so amb altaveus. La darrera contribució a aquest projecte és un vídeo on l'horitzó es dissol progressivament en una reflexió líquida distorsionada.
Moltes de les obres de Fatmi són considerades subversives, com el seu Joc d'enginy per a musulmans moderats, una sèrie de cubs de Rubik pintats de negre amb ratlles blanques per imitar la Kaaba a La Meca. Com a reacció a la Primavera Àrab, va exhibir La Primavera Perduda, una instal·lació composta de 2 escombres de 3 metres i les 22 banderes de la Lliga Àrab.

## Publicacions
- In Search of Paradise (2021)
- Hard Head (2021)
- Fuck Architects: Chapter 1 (2021)
- Between the Lines (2021)
- Something is Possible (2021)
- Art of War (2021)
- Light and Fire (2021)
- Seeing is Believing (2020)
- Oriental Accident (2020)
- Intersections (2020)
- History is not mine (2020)
- Kissing Circles (2020)
- Inside the Fire Circle (2020)
- Suspect Language (2020)
- A Savage Mind (2020)
- They were blind, they only saw images (2020)
- The Index and The Machine (2020)
- Peripheral Vision (2020)
- Keeping Faith, Keeping Drawing (2020)
- Fragmented Memory (2020)
- The White Matter (2019)
- The Process (2019)
- 180° Behind Me (2019)
- The Day of the Awakening (2019)
- The Missing Show (SF publishing, 2018)
- Survival Signs (SF publishing, 2017)
- History is not mine (Rencontres de Bamako, 2015)
- The Kissing Precise (LaMuette, 2014)
- Suspect Language (Skira Editore, 2012)
- Ghosting (studio mounir fatmi, 2011)
- Megalopolis (AKBank Sanat, 2010)
- Fuck the Architect (Lowave, 2009)
- Hard Head (Lowave, 2006)
- Mounir Fatmi (Le Parvis, 2006)
- Semaine 46.05 : Ecrans noirs (Bulletin de semaine, 2005)
- Ovalprojet, 1999-2002 (Centre Culturel Le Chaplin, 2002)

## Premis
- Premi Silver Plane, Altai Biennale, Moscou, 2020
- Shortlisted Jameel Prize 3, Victoria and Albert Museum, London, 2014
- Prize of the Biennale, International Cairo Biennale, Giza, 2011
- Cairo Biennial Prize, 2010
- Grand Prix Léopold Sédar Senghor at the 7th Dakar Biennial, 2006
- Uriôt Prize, Amsterdam, 2006
- Special Mention - 3rd International New Film Festival, Split, 1998

## Articles de premsa
- Blaire Dessent, Mounir Fatmi - Archaeology of Materials, TL Magazine, September 23rd, 2018,[1] https://tlmagazine.com/mounir-fatmi-archaeology-of-materials/
- Tarek Elhaik, Cogitation, Cultural Anthropology, April 3rd, 2018,[2] https://culanth.org/fieldsights/1330-cogitation
- Alan Gilbert, mounir fatmi: Survival Signs, The Brooklyn Rail, October 5th, 2017, Alan Gilbert, mounir fatmi: Survival Signs, The Brooklyn Rail, October 5th, 2017
- Kritzinger Nicola, Shadows on the Moon: Mounir Fatmi's Fragmented Memory, Artthrob, June 13th, 2017, Kritzinger Nicola, Shadows on the Moon: Mounir Fatmi's Fragmented Memory, Artthrob, June 13th, 2017